# Joe Grifasi
Joseph „Joe“ Grifasi (* 14. Juni 1944 in Buffalo, New York) ist ein US-amerikanischer Schauspieler.

## Leben
Grifasi, Sohn eines Facharbeiters, diente in den Jahren 1963 bis 1966 in der US Army. Er schloss die Yale School of Drama ab. Seine erste Filmrolle spielte er neben John Lithgow im Fernsehthriller Secret Service aus dem Jahr 1977. Im Filmdrama Alptraum hinter Gittern (1978) war er in einer der größeren Rollen zu sehen, eine größere Rolle spielte er auch an der Seite von dem ebenfalls Regie führenden James Caan im Filmdrama Spuren ins Nichts (1980). Er spielte ebenso in dem Kurzfilm The Appointments of Dennis Jennings, der bei der Oscarverleihung 1989 als Bester Kurzfilm ausgezeichnet wurde.
In der Fantasykomödie Ein himmlischer Liebhaber (1989) trat Grifasi an der Seite von Cybill Shepherd, Robert Downey Jr., Ryan O’Neal und Mary Stuart Masterson auf. Im Jahr 2001 führte er Regie beim Theaterstück Heaven Can Wait, welches im Westport Country Playhouse aufgeführt wurde.
Grifasi ist seit dem Jahr 1974 mit der Musikerin Jane Ira Bloom verheiratet.

## Filmografie (Auswahl)
- 1974, 1975: Polizeiarzt Simon Lark (Police Surgeon, Fernsehserie, 2 Folgen)
- 1977: Secret Service
- 1978: Alptraum hinter Gittern (On the Yard)
- 1978: Die durch die Hölle gehen (The Deer Hunter)
- 1980: Spuren ins Nichts (Hide in Plain Sight)
- 1981: Da steht der ganze Freeway Kopf (Honky Tonk Freeway)
- 1982: In der Stille der Nacht
- 1984: Flamingo Kid (The Flamingo Kid)
- 1984: Der Pate von Greenwich Village (The Pope of Greenwich Village)
- 1985: Zum Teufel mit den Kohlen (Brewster's Millions)
- 1986: F/X – Tödliche Tricks (F/X)
- 1987: Mondsüchtig (Moonstruck)
- 1987: Wolfsmilch (Ironweed)
- 1988: Die nackte Kanone (The Naked Gun: From the Files of Police Squad!)
- 1988: Freundinnen (Beaches)
- 1988: The Appointments of Dennis Jennings
- 1989: Ein himmlischer Liebhaber (Chances Are)
- 1990: Aus Mangel an Beweisen (Presumed Innocent)
- 1990–1991: Fernsehfieber (WIOU, Fernsehserie, 14 Folgen)
- 1991: Stadt der Hoffnung (City of Hope)
- 1992: Wer die Wahl hat (Primary Motive)
- 1993: Benny & Joon (Benny & Joon)
- 1994: Hudsucker – Der große Sprung (The Hudsucker Proxy)
- 1994: Die nackte Kanone 33⅓ (Naked Gun 33⅓: The Final Insult)
- 1994: Natural Born Killers
- 1995: Batman Forever
- 1995: Pecos Bill – Ein unglaubliches Abenteuer im Wilden Westen (Tall Tale)
- 1996: Tage wie dieser … (One Fine Day)
- 1999: Ein unschlagbares Doppel (Switching Goals)
- 2000: Das zweite Ich (The Other Me)
- 2001: 61*
- 2002: Spurwechsel (Changing Lanes)
- 2004: 30 über Nacht (13 Going on 30)
- 2005: Slow Burn
- 2005–2011: Law & Order: Special Victims Unit (Fernsehserie, 8 Folgen)
- 2006: A Crime
- 2006: Creating Karma